# ATP Cup 2022
L'ATP Cup 2022 è stato un torneo di tennis a squadre maschili disputato a Sydney, giunto alla terza e ultima edizione. A causa delle restrizioni del governo australiano tutti gli incontri si sono disputati alla Ken Rosewall Arena e alla Qudos Bank Arena dal 1° al 9 gennaio.
In finale il Canada ha sconfitto la Spagna per 2-0, vincendo così il suo primo titolo.
La competizione viene quindi dismessa e nel gennaio dell'anno successivo al suo posto sarà disputata – sempre in Australia – la United Cup, torneo per squadre nazionali miste maschili e femminili.

## Partecipanti
Si sono sfidate le 16 nazioni ammesse al torneo in base al ranking del miglior tennista di ogni nazionale, ogni squadra ha potuto schierare un massimo di cinque tra i suoi migliori giocatori in classifica. La Svizzera non ha partecipato a causa del ritiro di Roger Federer dall'evento e la Francia in seguito al forfait di Gaël Monfils. La nazionale spagnola, nonostante l'assenza di Rafael Nadal, ha potuto partecipare al torneo grazie alla diciannovesima posizione di Roberto Bautista Agut. L'Australia, in qualità di paese ospitante, ha ottenuto una wild card.
Dopo la scadenza delle iscrizioni con le convocazioni già avvenute, sono successi numerosi eventi che hanno portato ulteriori modifiche; Dominic Thiem e Dennis Novak rispettivamente prima e seconda testa di serie austriaca, si sono ritirati e l'Austria è stata sostituita dalla Francia, classificatasi grazie alla 36ª posizione nel ranking di Ugo Humbert, la Serbia perde la prima testa di serie Novak Đoković mentre nella Russia si ritirano Andrej Rublëv e Aslan Karacev, numero due e tre della propria squadra.
| #       | Nazione       | Primo giocatore       | Ranking | Secondo giocatore     | Ranking | Terzo giocatore            | Quarto giocatore            | Quinto giocatore   |
| ------- | ------------- | --------------------- | ------- | --------------------- | ------- | -------------------------- | --------------------------- | ------------------ |
| 1       | Serbia        | Dušan Lajović         | 33      | Filip Krajinović      | 42      | Nikola Ćaćić               | Matej Sabanov               |                    |
| 2       | Russia        | Daniil Medvedev       | 2       | Roman Safiullin       | 167     | Evgenij Karlovskij         | Aleksandr Ševčenko          |                    |
| 3       | Germania      | Alexander Zverev      | 3       | Jan-Lennard Struff    | 51      | Yannick Hanfmann           | Kevin Krawietz              | Tim Pütz           |
| 4       | Grecia        | Stefanos Tsitsipas    | 4       | Michail Pervolarakis  | 399     | Petros Tsitsipas           | Markos Kalovelonis          | Aristotelis Thanos |
| 5       | Italia        | Matteo Berrettini     | 7       | Jannik Sinner         | 10      | Lorenzo Sonego             | Simone Bolelli              | Fabio Fognini      |
| 6       | Norvegia      | Casper Ruud           | 8       | Viktor Đurasović      | 345     | Lukas Hellum-Lilleengen    | Leyton Rivera               | Andreja Petrovic   |
| 7       | Polonia       | Hubert Hurkacz        | 9       | Kamil Majchrzak       | 117     | Kacper Żuk                 | Jan Zieliński               | Szymon Walków      |
| 8       | Canada        | Félix Auger-Aliassime | 11      | Denis Shapovalov      | 14      | Brayden Schnur             | Steven Diez                 |                    |
| 9       | Gran Bretagna | Cameron Norrie        | 12      | Daniel Evans          | 25      | Liam Broady                | Joe Salisbury               | Jamie Murray       |
| 10      | Argentina     | Diego Schwartzman     | 13      | Federico Delbonis     | 44      | Federico Coria             | Máximo González             | Andrés Molteni     |
| 11      | Cile          | Cristian Garín        | 17      | Alejandro Tabilo      | 139     | Marcelo Tomás Barrios Vera |                             |                    |
| 12      | Spagna        | Roberto Bautista Agut | 19      | Pablo Carreño Busta   | 20      | Albert Ramos Viñolas       | Alejandro Davidovich Fokina | Pedro Martínez     |
| 13      | Georgia       | Nikoloz Basilašvili   | 22      | Aleksandre Met'reveli | 571     | Aleksandre Bakshi          | Zura Tkemaladze             | Saba Purtseladze   |
| 14      | Stati Uniti   | Taylor Fritz          | 23      | John Isner            | 24      | Brandon Nakashima          | Rajeev Ram                  | Austin Krajicek    |
| 15 (WC) | Australia     | Alex de Minaur        | 34      | James Duckworth       | 49      | Max Purcell                | John Peers                  | Luke Saville       |
| 16      | Francia       | Ugo Humbert           | 35      | Arthur Rinderknech    | 58      | Édouard Roger-Vasselin     | Fabrice Martin              |                    |

*Ranking al 27 dicembre 2021

## Formato
Le 16 squadre sono divise in quattro gruppi di quattro squadre ciascuno, con un format round robin. Le quattro squadre vincitrici dei rispettivi gruppi si qualificheranno per le semifinali a eliminazione diretta. Ogni sfida comprende due partite di singolare e una partita di doppio. Il primo incontro viene giocato tra i numeri due di ogni nazionale, seguiti poi dai numeri uno e infine dal doppio.
| Giorno         | Turno       | Numero di squadre |
| -------------- | ----------- | ----------------- |
| 1° - 6 gennaio | Round robin | 16                |
| 7 - 8 gennaio  | Semifinali  | 4                 |
| 9 gennaio      | Finale      | 2                 |

## Round robin
Il sorteggio si è svolto il 7 dicembre 2021 a Sydney.

### Gruppo A
| Pos. | Nazione  | Incontri | Partite | Set   | S % | Game    | G % |
| ---- | -------- | -------- | ------- | ----- | --- | ------- | --- |
| 1    | Spagna   | 3–0      | 8–1     | 17–3  | 85% | 122–87  | 58% |
| 2    | Cile     | 2–1      | 4–5     | 10–13 | 43% | 115–114 | 50% |
| 3    | Serbia   | 1–2      | 4–5     | 10–12 | 45% | 111–116 | 49% |
| 4    | Norvegia | 0–3      | 2–7     | 5–14  | 26% | 75–106  | 41% |

#### Cile vs. Spagna
| Cile 0 | Ken Rosewall Arena, Sydney 1 gennaio 2022 Cemento | Ken Rosewall Arena, Sydney 1 gennaio 2022 Cemento                                          | Spagna 3 |      |      |  |
| \| \| \| \| 1 \| 2 \| 3 \| \| \| - \| \| ------------------------------------------------------------------------------------------ \| ---- \| ---- \| ---- \| \| \| 1 \| \| Alejandro Tabilo Pablo Carreño Busta \| 4 6 \| 64 7 \| \| \| \| 2 \| \| Cristian Garín Roberto Bautista Agut \| 0 6 \| 3 6 \| \| \| \| 3 \| \| Marcelo Tomás Barrios Vera / Alejandro Tabilo Alejandro Davidovich Fokina / Pedro Martínez \| 63 7 \| 6 4 \| 7 10 \| \| |                                                   |                                                                                            |          |      |      |  |
| |                                                   |                                                                                            | 1        | 2    | 3    |  |
| 1 | Cile (bandiera) · Spagna (bandiera)               | Alejandro Tabilo Pablo Carreño Busta                                                       | 4 6      | 64 7 |      |  |
| 2 | Cile (bandiera) · Spagna (bandiera)               | Cristian Garín Roberto Bautista Agut                                                       | 0 6      | 3 6  |      |  |
| 3 | Cile (bandiera) · Spagna (bandiera)               | Marcelo Tomás Barrios Vera / Alejandro Tabilo Alejandro Davidovich Fokina / Pedro Martínez | 63 7     | 6 4  | 7 10 |  |

#### Serbia vs. Norvegia
| Serbia 2 | Ken Rosewall Arena, Sydney 1 gennaio 2022 Cemento | Ken Rosewall Arena, Sydney 1 gennaio 2022 Cemento           | Norvegia 1 |     |   |  |
| \| \| \| \| 1 \| 2 \| 3 \| \| \| - \| \| ----------------------------------------------------------- \| ---- \| --- \| - \| \| \| 1 \| \| Filip Krajinović Viktor Đurasović \| 6 2 \| 7 5 \| \| \| \| 2 \| \| Dušan Lajović Casper Ruud \| 3 6 \| 5 7 \| \| \| \| 3 \| \| Nikola Ćaćić / Matej Sabanov Viktor Đurasović / Casper Ruud \| 7 63 \| 6 3 \| \| \| |                                                   |                                                             |            |     |   |  |
| |                                                   |                                                             | 1          | 2   | 3 |  |
| 1 | Serbia (bandiera) · Norvegia (bandiera)           | Filip Krajinović Viktor Đurasović                           | 6 2        | 7 5 |   |  |
| 2 | Serbia (bandiera) · Norvegia (bandiera)           | Dušan Lajović Casper Ruud                                   | 3 6        | 5 7 |   |  |
| 3 | Serbia (bandiera) · Norvegia (bandiera)           | Nikola Ćaćić / Matej Sabanov Viktor Đurasović / Casper Ruud | 7 63       | 6 3 |   |  |

#### Norvegia vs. Spagna
| Norvegia 0 | Qudos Bank Arena, Sydney 3 gennaio 2022 Cemento | Qudos Bank Arena, Sydney 3 gennaio 2022 Cemento                                         | Spagna 3 |      |   |  |
| \| \| \| \| 1 \| 2 \| 3 \| \| \| - \| \| --------------------------------------------------------------------------------------- \| --- \| ---- \| - \| \| \| 1 \| \| Viktor Đurasović Pablo Carreño Busta \| 3 6 \| 3 6 \| \| \| \| 2 \| \| Casper Ruud Roberto Bautista Agut \| 4 6 \| 64 7 \| \| \| \| 3 \| \| Lukas Hellum-Lilleengen / Andreja Petrovic Alejandro Davidovich Fokina / Pedro Martínez \| 4 6 \| 1 6 \| \| \| |                                                 |                                                                                         |          |      |   |  |
| |                                                 |                                                                                         | 1        | 2    | 3 |  |
| 1 | Norvegia (bandiera) · Spagna (bandiera)         | Viktor Đurasović Pablo Carreño Busta                                                    | 3 6      | 3 6  |   |  |
| 2 | Norvegia (bandiera) · Spagna (bandiera)         | Casper Ruud Roberto Bautista Agut                                                       | 4 6      | 64 7 |   |  |
| 3 | Norvegia (bandiera) · Spagna (bandiera)         | Lukas Hellum-Lilleengen / Andreja Petrovic Alejandro Davidovich Fokina / Pedro Martínez | 4 6      | 1 6  |   |  |

#### Serbia vs. Cile
| Serbia 1 | Qudos Bank Arena, Sydney 3 gennaio 2022 Cemento | Qudos Bank Arena, Sydney 3 gennaio 2022 Cemento                            | Cile 2 |     |      |        |
| \| \| \| \| 1 \| 2 \| 3 \| \| \| - \| \| -------------------------------------------------------------------------- \| --- \| --- \| ---- \| ------ \| \| 1 \| \| Filip Krajinović Alejandro Tabilo \| 6 4 \| 3 6 \| 7 65 \| \| \| 2 \| \| Dušan Lajović Cristian Garín \| 6 4 \| 4 6 \| 0 3 \| ritiro \| \| 3 \| \| Nikola Ćaćić / Matej Sabanov Marcelo Tomás Barrios Vera / Alejandro Tabilo \| 4 6 \| 6 3 \| 7 10 \| \| |                                                 |                                                                            |        |     |      |        |
| |                                                 |                                                                            | 1      | 2   | 3    |        |
| 1 | Serbia (bandiera) · Cile (bandiera)             | Filip Krajinović Alejandro Tabilo                                          | 6 4    | 3 6 | 7 65 |        |
| 2 | Serbia (bandiera) · Cile (bandiera)             | Dušan Lajović Cristian Garín                                               | 6 4    | 4 6 | 0 3  | ritiro |
| 3 | Serbia (bandiera) · Cile (bandiera)             | Nikola Ćaćić / Matej Sabanov Marcelo Tomás Barrios Vera / Alejandro Tabilo | 4 6    | 6 3 | 7 10 |        |

#### Norvegia vs. Cile
| Norvegia 1 | Ken Rosewall Arena, Sydney 5 gennaio 2022 Cemento | Ken Rosewall Arena, Sydney 5 gennaio 2022 Cemento                              | Cile 2 |      |     |  |
| \| \| \| \| 1 \| 2 \| 3 \| \| \| - \| \| ------------------------------------------------------------------------------ \| --- \| ---- \| --- \| \| \| 1 \| \| Viktor Đurasović Alejandro Tabilo \| 1 6 \| 7 65 \| 1 6 \| \| \| 2 \| \| Casper Ruud Cristian Garín \| 6 4 \| 6 1 \| \| \| \| 3 \| \| Andreja Petrovic / Leyton Rivera Marcelo Tomás Barrios Vera / Alejandro Tabilo \| 0 6 \| 4 6 \| \| \| |                                                   |                                                                                |        |      |     |  |
| |                                                   |                                                                                | 1      | 2    | 3   |  |
| 1 | Norvegia (bandiera) · Cile (bandiera)             | Viktor Đurasović Alejandro Tabilo                                              | 1 6    | 7 65 | 1 6 |  |
| 2 | Norvegia (bandiera) · Cile (bandiera)             | Casper Ruud Cristian Garín                                                     | 6 4    | 6 1  |     |  |
| 3 | Norvegia (bandiera) · Cile (bandiera)             | Andreja Petrovic / Leyton Rivera Marcelo Tomás Barrios Vera / Alejandro Tabilo | 0 6    | 4 6  |     |  |

#### Serbia vs. Spagna
| Serbia 1 | Ken Rosewall Arena, Sydney 5 gennaio 2022 Cemento | Ken Rosewall Arena, Sydney 5 gennaio 2022 Cemento                  | Spagna 2 |     |      |  |
| \| \| \| \| 1 \| 2 \| 3 \| \| \| - \| \| ------------------------------------------------------------------ \| ---- \| --- \| ---- \| \| \| 1 \| \| Filip Krajinović Pablo Carreño Busta \| 3 6 \| 4 6 \| \| \| \| 2 \| \| Dušan Lajović Roberto Bautista Agut \| 1 6 \| 4 6 \| \| \| \| 3 \| \| Nikola Ćaćić / Matej Sabanov Albert Ramos Viñolas / Pedro Martínez \| 65 7 \| 6 3 \| 10 5 \| \| |                                                   |                                                                    |          |     |      |  |
| |                                                   |                                                                    | 1        | 2   | 3    |  |
| 1 | Serbia (bandiera) · Spagna (bandiera)             | Filip Krajinović Pablo Carreño Busta                               | 3 6      | 4 6 |      |  |
| 2 | Serbia (bandiera) · Spagna (bandiera)             | Dušan Lajović Roberto Bautista Agut                                | 1 6      | 4 6 |      |  |
| 3 | Serbia (bandiera) · Spagna (bandiera)             | Nikola Ćaćić / Matej Sabanov Albert Ramos Viñolas / Pedro Martínez | 65 7     | 6 3 | 10 5 |  |

### Gruppo B
| Pos. | Nazione   | Incontri | Partite | Set  | S % | Game    | G % |
| ---- | --------- | -------- | ------- | ---- | --- | ------- | --- |
| 1    | Russia    | 3-0      | 7-2     | 15–8 | 65% | 120-107 | 53% |
| 2    | Australia | 2-1      | 4-5     | 9-12 | 43% | 96-100  | 46% |
| 3    | Italia    | 1-2      | 5-4     | 12-9 | 57% | 105-98  | 52% |
| 4    | Francia   | 0-3      | 2-7     | 8-15 | 35% | 106-122 | 46% |

#### Russia vs. Francia
| Russia 2 | Ken Rosewall Arena, Sydney 2 gennaio 2022 Cemento | Ken Rosewall Arena, Sydney 2 gennaio 2022 Cemento                         | Francia 1 |     |      |  |
| \| \| \| \| 1 \| 2 \| 3 \| \| \| - \| \| ------------------------------------------------------------------------- \| ---- \| --- \| ---- \| \| \| 1 \| \| Roman Safiullin Arthur Rinderknech \| 2 6 \| 7 5 \| 6 3 \| \| \| 2 \| \| Daniil Medvedev Ugo Humbert \| 7 65 \| 5 7 \| 62 7 \| \| \| 3 \| \| Daniil Medvedev / Roman Safiullin Fabrice Martin / Édouard Roger-Vasselin \| 6 4 \| 6 4 \| \| \| |                                                   |                                                                           |           |     |      |  |
| |                                                   |                                                                           | 1         | 2   | 3    |  |
| 1 | Russia (bandiera) · Francia (bandiera)            | Roman Safiullin Arthur Rinderknech                                        | 2 6       | 7 5 | 6 3  |  |
| 2 | Russia (bandiera) · Francia (bandiera)            | Daniil Medvedev Ugo Humbert                                               | 7 65      | 5 7 | 62 7 |  |
| 3 | Russia (bandiera) · Francia (bandiera)            | Daniil Medvedev / Roman Safiullin Fabrice Martin / Édouard Roger-Vasselin | 6 4       | 6 4 |      |  |

#### Italia vs. Australia
| Italia 1 | Ken Rosewall Arena, Sydney 2 gennaio 2022 Cemento | Ken Rosewall Arena, Sydney 2 gennaio 2022 Cemento            | Australia 2 |      |   |  |
| \| \| \| \| 1 \| 2 \| 3 \| \| \| - \| \| ------------------------------------------------------------ \| --- \| ---- \| - \| \| \| 1 \| \| Jannik Sinner Max Purcell \| 6 1 \| 6 3 \| \| \| \| 2 \| \| Matteo Berrettini Alex de Minaur \| 3 6 \| 64 7 \| \| \| \| 3 \| \| Matteo Berrettini / Simone Bolelli John Peers / Luke Saville \| 3 6 \| 5 7 \| \| \| |                                                   |                                                              |             |      |   |  |
| |                                                   |                                                              | 1           | 2    | 3 |  |
| 1 | Italia (bandiera) · Australia (bandiera)          | Jannik Sinner Max Purcell                                    | 6 1         | 6 3  |   |  |
| 2 | Italia (bandiera) · Australia (bandiera)          | Matteo Berrettini Alex de Minaur                             | 3 6         | 64 7 |   |  |
| 3 | Italia (bandiera) · Australia (bandiera)          | Matteo Berrettini / Simone Bolelli John Peers / Luke Saville | 3 6         | 5 7  |   |  |

#### Italia vs. Francia
| Italia 3 | Qudos Bank Arena, Sydney 4 gennaio 2022 Cemento | Qudos Bank Arena, Sydney 4 gennaio 2022 Cemento                           | Francia 0 |      |      |  |
| \| \| \| \| 1 \| 2 \| 3 \| \| \| - \| \| ------------------------------------------------------------------------- \| --- \| ---- \| ---- \| \| \| 1 \| \| Jannik Sinner Arthur Rinderknech \| 6 3 \| 7 63 \| \| \| \| 2 \| \| Matteo Berrettini Ugo Humbert \| 6 4 \| 7 6 \| \| \| \| 3 \| \| Matteo Berrettini / Jannik Sinner Fabrice Martin / Édouard Roger-Vasselin \| 6 3 \| 67 7 \| 10 8 \| \| |                                                 |                                                                           |           |      |      |  |
| |                                                 |                                                                           | 1         | 2    | 3    |  |
| 1 | Italia (bandiera) · Francia (bandiera)          | Jannik Sinner Arthur Rinderknech                                          | 6 3       | 7 63 |      |  |
| 2 | Italia (bandiera) · Francia (bandiera)          | Matteo Berrettini Ugo Humbert                                             | 6 4       | 7 6  |      |  |
| 3 | Italia (bandiera) · Francia (bandiera)          | Matteo Berrettini / Jannik Sinner Fabrice Martin / Édouard Roger-Vasselin | 6 3       | 67 7 | 10 8 |  |

#### Russia vs. Australia
| Russia 3 | Qudos Bank Arena, Sydney 4 gennaio 2022 Cemento | Qudos Bank Arena, Sydney 4 gennaio 2022 Cemento             | Australia 0 |     |      |  |
| \| \| \| \| 1 \| 2 \| 3 \| \| \| - \| \| ----------------------------------------------------------- \| ---- \| --- \| ---- \| \| \| 1 \| \| Roman Safiullin James Duckworth \| 7 6 \| 6 4 \| \| \| \| 2 \| \| Daniil Medvedev Alex de Minaur \| 6 4 \| 6 2 \| \| \| \| 3 \| \| Daniil Medvedev / Roman Safiullin John Peers / Luke Saville \| 7 67 \| 3 6 \| 10 6 \| \| |                                                 |                                                             |             |     |      |  |
| |                                                 |                                                             | 1           | 2   | 3    |  |
| 1 | Russia (bandiera) · Australia (bandiera)        | Roman Safiullin James Duckworth                             | 7 6         | 6 4 |      |  |
| 2 | Russia (bandiera) · Australia (bandiera)        | Daniil Medvedev Alex de Minaur                              | 6 4         | 6 2 |      |  |
| 3 | Russia (bandiera) · Australia (bandiera)        | Daniil Medvedev / Roman Safiullin John Peers / Luke Saville | 7 67        | 3 6 | 10 6 |  |

#### Russia vs. Italia
| Russia 2 | Ken Rosewall Arena, Sydney 6 gennaio 2022 Cemento | Ken Rosewall Arena, Sydney 6 gennaio 2022 Cemento                   | Italia 1 |     |      |  |
| \| \| \| \| 1 \| 2 \| 3 \| \| \| - \| \| ------------------------------------------------------------------- \| --- \| --- \| ---- \| \| \| 1 \| \| Roman Safiullin Jannik Sinner \| 6 7 \| 3 6 \| \| \| \| 2 \| \| Daniil Medvedev Matteo Berrettini \| 6 2 \| 6 7 \| 6 4 \| \| \| 3 \| \| Daniil Medvedev / Roman Safiullin Matteo Berrettini / Jannik Sinner \| 5 7 \| 6 4 \| 10 5 \| \| |                                                   |                                                                     |          |     |      |  |
| |                                                   |                                                                     | 1        | 2   | 3    |  |
| 1 | Russia (bandiera) · Italia (bandiera)             | Roman Safiullin Jannik Sinner                                       | 6 7      | 3 6 |      |  |
| 2 | Russia (bandiera) · Italia (bandiera)             | Daniil Medvedev Matteo Berrettini                                   | 6 2      | 6 7 | 6 4  |  |
| 3 | Russia (bandiera) · Italia (bandiera)             | Daniil Medvedev / Roman Safiullin Matteo Berrettini / Jannik Sinner | 5 7      | 6 4 | 10 5 |  |

#### Australia vs. Francia
| Australia 2 | Ken Rosewall Arena, Sydney 6 gennaio 2022 Cemento | Ken Rosewall Arena, Sydney 6 gennaio 2022 Cemento                 | Francia 1 |      |      |  |
| \| \| \| \| 1 \| 2 \| 3 \| \| \| - \| \| ----------------------------------------------------------------- \| --- \| ---- \| ---- \| \| \| 1 \| \| James Duckworth Arthur Rinderknech \| 4 6 \| 6 7 \| \| \| \| 2 \| \| Alex de Minaur Ugo Humbert \| 3 6 \| 7 62 \| 6 1 \| \| \| 3 \| \| John Peers / Luke Saville Fabrice Martin / Édouard Roger-Vasselin \| 6 2 \| 5 7 \| 11 9 \| \| |                                                   |                                                                   |           |      |      |  |
| |                                                   |                                                                   | 1         | 2    | 3    |  |
| 1 | Australia (bandiera) · Francia (bandiera)         | James Duckworth Arthur Rinderknech                                | 4 6       | 6 7  |      |  |
| 2 | Australia (bandiera) · Francia (bandiera)         | Alex de Minaur Ugo Humbert                                        | 3 6       | 7 62 | 6 1  |  |
| 3 | Australia (bandiera) · Francia (bandiera)         | John Peers / Luke Saville Fabrice Martin / Édouard Roger-Vasselin | 6 2       | 5 7  | 11 9 |  |

### Gruppo C
| Pos. | Nazione       | Incontri | Partite | Set   | S % | Game | G % |
| ---- | ------------- | -------- | ------- | ----- | --- | ---- | --- |
| 1    | Canada        | 2-1      | 4-5     | 10-12 |     |      |     |
| 2    | Gran Bretagna | 2-1      | 5-4     | 11-9  |     |      |     |
| 3    | Germania      | 1-2      | 4-5     | 10-11 |     |      |     |
| 4    | Stati Uniti   | 1-2      | 4-5     | 12-10 |     |      |     |

#### Canada vs. Stati Uniti
| Canada 0 | Qudos Bank Arena, Sydney 2 gennaio 2022 Cemento | Qudos Bank Arena, Sydney 2 gennaio 2022 Cemento                    | Stati Uniti 3 |     |     |  |
| \| \| \| \| 1 \| 2 \| 3 \| \| \| - \| \| ------------------------------------------------------------------ \| --- \| --- \| --- \| \| \| 1 \| \| Brayden Schnur John Isner \| 1 6 \| 3 6 \| \| \| \| 2 \| \| Félix Auger-Aliassime Taylor Fritz \| 7 6 \| 4 6 \| 4 6 \| \| \| 3 \| \| Félix Auger-Aliassime / Denis Shapovalov John Isner / Taylor Fritz \| 4 6 \| 4 6 \| \| \| |                                                 |                                                                    |               |     |     |  |
| |                                                 |                                                                    | 1             | 2   | 3   |  |
| 1 | Canada (bandiera) · Stati Uniti (bandiera)      | Brayden Schnur John Isner                                          | 1 6           | 3 6 |     |  |
| 2 | Canada (bandiera) · Stati Uniti (bandiera)      | Félix Auger-Aliassime Taylor Fritz                                 | 7 6           | 4 6 | 4 6 |  |
| 3 | Canada (bandiera) · Stati Uniti (bandiera)      | Félix Auger-Aliassime / Denis Shapovalov John Isner / Taylor Fritz | 4 6           | 4 6 |     |  |

#### Germania vs. Gran Bretagna
| Germania 1 | Qudos Bank Arena, Sydney 2 gennaio 2022 Cemento | Qudos Bank Arena, Sydney 2 gennaio 2022 Cemento               | Gran Bretagna 2 |     |   |  |
| \| \| \| \| 1 \| 2 \| 3 \| \| \| - \| \| ------------------------------------------------------------- \| ---- \| --- \| - \| \| \| 1 \| \| Jan-Lennard Struff Daniel Evans \| 1 6 \| 2 6 \| \| \| \| 2 \| \| Alexander Zverev Cameron Norrie \| 7 62 \| 6 1 \| \| \| \| 3 \| \| Kevin Krawietz / Alexander Zverev Daniel Evans / Jamie Murray \| 3 6 \| 4 6 \| \| \| |                                                 |                                                               |                 |     |   |  |
| |                                                 |                                                               | 1               | 2   | 3 |  |
| 1 | Germania (bandiera) · Gran Bretagna (bandiera)  | Jan-Lennard Struff Daniel Evans                               | 1 6             | 2 6 |   |  |
| 2 | Germania (bandiera) · Gran Bretagna (bandiera)  | Alexander Zverev Cameron Norrie                               | 7 62            | 6 1 |   |  |
| 3 | Germania (bandiera) · Gran Bretagna (bandiera)  | Kevin Krawietz / Alexander Zverev Daniel Evans / Jamie Murray | 3 6             | 4 6 |   |  |

#### Germania vs. Stati Uniti
| Germania 2 | Ken Rosewall Arena, Sydney 4 gennaio 2022 Cemento | Ken Rosewall Arena, Sydney 4 gennaio 2022 Cemento           | Stati Uniti 1 |     |     |  |
| \| \| \| \| 1 \| 2 \| 3 \| \| \| - \| \| ----------------------------------------------------------- \| ---- \| --- \| --- \| \| \| 1 \| \| Jan-Lennard Struff John Isner \| 7 67 \| 4 6 \| 7 5 \| \| \| 2 \| \| Alexander Zverev Taylor Fritz \| 6 4 \| 6 4 \| \| \| \| 3 \| \| Kevin Krawietz / Alexander Zverev John Isner / Taylor Fritz \| 0 6 \| 3 6 \| \| \| |                                                   |                                                             |               |     |     |  |
| |                                                   |                                                             | 1             | 2   | 3   |  |
| 1 | Germania (bandiera) · Stati Uniti (bandiera)      | Jan-Lennard Struff John Isner                               | 7 67          | 4 6 | 7 5 |  |
| 2 | Germania (bandiera) · Stati Uniti (bandiera)      | Alexander Zverev Taylor Fritz                               | 6 4           | 6 4 |     |  |
| 3 | Germania (bandiera) · Stati Uniti (bandiera)      | Kevin Krawietz / Alexander Zverev John Isner / Taylor Fritz | 0 6           | 3 6 |     |  |

#### Canada vs. Gran Bretagna
| Canada 2 | Ken Rosewall Arena, Sydney 4 gennaio 2022 Cemento | Ken Rosewall Arena, Sydney 4 gennaio 2022 Cemento                     | Gran Bretagna 1 |     |   |  |
| \| \| \| \| 1 \| 2 \| 3 \| \| \| - \| \| --------------------------------------------------------------------- \| ---- \| --- \| - \| \| \| 1 \| \| Denis Shapovalov Daniel Evans \| 4 6 \| 4 6 \| \| \| \| 2 \| \| Félix Auger-Aliassime Cameron Norrie \| 7 64 \| 6 3 \| \| \| \| 3 \| \| Félix Auger-Aliassime / Denis Shapovalov Joe Salisbury / Jamie Murray \| 6 4 \| 6 1 \| \| \| |                                                   |                                                                       |                 |     |   |  |
| |                                                   |                                                                       | 1               | 2   | 3 |  |
| 1 | Canada (bandiera) · Gran Bretagna (bandiera)      | Denis Shapovalov Daniel Evans                                         | 4 6             | 4 6 |   |  |
| 2 | Canada (bandiera) · Gran Bretagna (bandiera)      | Félix Auger-Aliassime Cameron Norrie                                  | 7 64            | 6 3 |   |  |
| 3 | Canada (bandiera) · Gran Bretagna (bandiera)      | Félix Auger-Aliassime / Denis Shapovalov Joe Salisbury / Jamie Murray | 6 4             | 6 1 |   |  |

#### Gran Bretagna vs. Stati Uniti
| Gran Bretagna 2 | Qudos Bank Arena, Sydney 6 gennaio 2022 Cemento   | Qudos Bank Arena, Sydney 6 gennaio 2022 Cemento       | Stati Uniti 1 |      |      |  |
| \| \| \| \| 1 \| 2 \| 3 \| \| \| - \| \| ----------------------------------------------------- \| ---- \| ---- \| ---- \| \| \| 1 \| \| Daniel Evans John Isner \| 6 4 \| 7 64 \| \| \| \| 2 \| \| Cameron Norrie Taylor Fritz \| 64 7 \| 6 3 \| 1 6 \| \| \| 3 \| \| Daniel Evans / Jamie Murray Taylor Fritz / John Isner \| 64 7 \| 7 5 \| 10 8 \| \| |                                                   |                                                       |               |      |      |  |
| |                                                   |                                                       | 1             | 2    | 3    |  |
| 1 | Gran Bretagna (bandiera) · Stati Uniti (bandiera) | Daniel Evans John Isner                               | 6 4           | 7 64 |      |  |
| 2 | Gran Bretagna (bandiera) · Stati Uniti (bandiera) | Cameron Norrie Taylor Fritz                           | 64 7          | 6 3  | 1 6  |  |
| 3 | Gran Bretagna (bandiera) · Stati Uniti (bandiera) | Daniel Evans / Jamie Murray Taylor Fritz / John Isner | 64 7          | 7 5  | 10 8 |  |

#### Germania vs. Canada
| Germania 1 | Qudos Bank Arena, Sydney 6 gennaio 2022 Cemento | Qudos Bank Arena, Sydney 6 gennaio 2022 Cemento        | Canada 2 |     |     |  |
| \| \| \| \| 1 \| 2 \| 3 \| \| \| - \| \| ------------------------------------------------------ \| ---- \| --- \| --- \| \| \| 1 \| \| Jan-Lennard Struff Denis Shapovalov \| 65 7 \| 6 4 \| 3 6 \| \| \| 2 \| \| Alexander Zverev Félix Auger-Aliassime \| 4 6 \| 6 4 \| 3 6 \| \| \| 3 \| \| Kevin Krawietz / Tim Pütz Steven Diez / Brayden Schnur \| 6 3 \| 6 4 \| \| \| |                                                 |                                                        |          |     |     |  |
| |                                                 |                                                        | 1        | 2   | 3   |  |
| 1 | Germania (bandiera) · Canada (bandiera)         | Jan-Lennard Struff Denis Shapovalov                    | 65 7     | 6 4 | 3 6 |  |
| 2 | Germania (bandiera) · Canada (bandiera)         | Alexander Zverev Félix Auger-Aliassime                 | 4 6      | 6 4 | 3 6 |  |
| 3 | Germania (bandiera) · Canada (bandiera)         | Kevin Krawietz / Tim Pütz Steven Diez / Brayden Schnur | 6 3      | 6 4 |     |  |

### Gruppo D
| Pos. | Nazione   | Incontri | Partite | Set  | S % | Game    | G % |
| ---- | --------- | -------- | ------- | ---- | --- | ------- | --- |
| 1    | Polonia   | 3–0      | 8-1     | 17-4 | 81% | 134–83  | 62% |
| 2    | Argentina | 2–1      | 6-3     | 12–8 | 60% | 114.-86 | 57% |
| 3    | Grecia    | 1–2      | 3-6     | 8-13 | 38% | 106-127 | 45% |
| 4    | Georgia   | 0–3      | 1–8     | 4–16 | 20% | 69-127  | 35% |

#### Argentina vs. Georgia
| Argentina 3 | Qudos Bank Arena, Sydney 1 gennaio 2022 Cemento | Qudos Bank Arena, Sydney 1 gennaio 2022 Cemento                     | Georgia 0 |     |   |  |
| \| \| \| \| 1 \| 2 \| 3 \| \| \| - \| \| ------------------------------------------------------------------- \| --- \| --- \| - \| \| \| 1 \| \| Federico Delbonis Aleksandre Metreveli \| 6 1 \| 6 2 \| \| \| \| 2 \| \| Diego Schwartzman Nikoloz Basilašvili \| 6 1 \| 6 2 \| \| \| \| 3 \| \| Máximo González / Andrés Molteni Saba Purtseladze / Zura Tkemaladze \| 6 1 \| 6 2 \| \| \| |                                                 |                                                                     |           |     |   |  |
| |                                                 |                                                                     | 1         | 2   | 3 |  |
| 1 | Argentina (bandiera) · Georgia (bandiera)       | Federico Delbonis Aleksandre Metreveli                              | 6 1       | 6 2 |   |  |
| 2 | Argentina (bandiera) · Georgia (bandiera)       | Diego Schwartzman Nikoloz Basilašvili                               | 6 1       | 6 2 |   |  |
| 3 | Argentina (bandiera) · Georgia (bandiera)       | Máximo González / Andrés Molteni Saba Purtseladze / Zura Tkemaladze | 6 1       | 6 2 |   |  |

#### Grecia vs. Polonia
| Grecia 1 | Qudos Bank Arena, Sydney 1 gennaio 2022 Cemento | Qudos Bank Arena, Sydney 1 gennaio 2022 Cemento                          | Polonia 2 |     |      |  |
| \| \| \| \| 1 \| 2 \| 3 \| \| \| - \| \| ------------------------------------------------------------------------ \| --- \| --- \| ---- \| \| \| 1 \| \| Michail Pervolarakis Kamil Majchrzak \| 1 6 \| 4 6 \| \| \| \| 2 \| \| Aristotelis Thanos Hubert Hurkacz \| 1 6 \| 2 6 \| \| \| \| 3 \| \| Michail Pervolarakis / Stefanos Tsitsipas Hubert Hurkacz / Jan Zieliński \| 6 4 \| 5 7 \| 10 8 \| \| |                                                 |                                                                          |           |     |      |  |
| |                                                 |                                                                          | 1         | 2   | 3    |  |
| 1 | Grecia (bandiera) · Polonia (bandiera)          | Michail Pervolarakis Kamil Majchrzak                                     | 1 6       | 4 6 |      |  |
| 2 | Grecia (bandiera) · Polonia (bandiera)          | Aristotelis Thanos Hubert Hurkacz                                        | 1 6       | 2 6 |      |  |
| 3 | Grecia (bandiera) · Polonia (bandiera)          | Michail Pervolarakis / Stefanos Tsitsipas Hubert Hurkacz / Jan Zieliński | 6 4       | 5 7 | 10 8 |  |

#### Polonia vs. Georgia
| Polonia 3 | Ken Rosewall Arena, Sydney 3 gennaio 2022 Cemento | Ken Rosewall Arena, Sydney 3 gennaio 2022 Cemento                 | Georgia 0 |     |      |  |
| \| \| \| \| 1 \| 2 \| 3 \| \| \| - \| \| ----------------------------------------------------------------- \| ---- \| --- \| ---- \| \| \| 1 \| \| Kamil Majchrzak Aleksandre Metreveli \| 6 1 \| 6 1 \| \| \| \| 2 \| \| Hubert Hurkacz Nikoloz Basilašvili \| 65 7 \| 6 3 \| 6 1 \| \| \| 3 \| \| Jan Zieliński / Szymon Walków Zura Tkemaladze / Aleksandre Bakshi \| 62 7 \| 6 2 \| 10 6 \| \| |                                                   |                                                                   |           |     |      |  |
| |                                                   |                                                                   | 1         | 2   | 3    |  |
| 1 | Polonia (bandiera) · Georgia (bandiera)           | Kamil Majchrzak Aleksandre Metreveli                              | 6 1       | 6 1 |      |  |
| 2 | Polonia (bandiera) · Georgia (bandiera)           | Hubert Hurkacz Nikoloz Basilašvili                                | 65 7      | 6 3 | 6 1  |  |
| 3 | Polonia (bandiera) · Georgia (bandiera)           | Jan Zieliński / Szymon Walków Zura Tkemaladze / Aleksandre Bakshi | 62 7      | 6 2 | 10 6 |  |

#### Grecia vs. Argentina
| Grecia 0 | Ken Rosewall Arena, Sydney 3 gennaio 2022 Cemento | Ken Rosewall Arena, Sydney 3 gennaio 2022 Cemento                      | Argentina 3 |     |          |  |
| \| \| \| \| 1 \| 2 \| 3 \| \| \| - \| \| ---------------------------------------------------------------------- \| ---- \| --- \| -------- \| \| \| 1 \| \| Michail Pervolarakis Federico Delbonis \| 65 7 \| 1 6 \| \| \| \| 2 \| \| Stefanos Tsitsipas Diego Schwartzman \| 7 65 \| 3 6 \| 3 6 \| \| \| 3 \| \| Markos Kalovelonis / Petros Tsitsipas Máximo González / Andrés Molteni \| 3 6 \| 6 4 \| [9] [11] \| \| |                                                   |                                                                        |             |     |          |  |
| |                                                   |                                                                        | 1           | 2   | 3        |  |
| 1 | Grecia (bandiera) · Argentina (bandiera)          | Michail Pervolarakis Federico Delbonis                                 | 65 7        | 1 6 |          |  |
| 2 | Grecia (bandiera) · Argentina (bandiera)          | Stefanos Tsitsipas Diego Schwartzman                                   | 7 65        | 3 6 | 3 6      |  |
| 3 | Grecia (bandiera) · Argentina (bandiera)          | Markos Kalovelonis / Petros Tsitsipas Máximo González / Andrés Molteni | 3 6         | 6 4 | [9] [11] |  |

#### Polonia vs. Argentina
| Polonia 3 | Qudos Bank Arena, Sydney 5 gennaio 2022 Cemento | Qudos Bank Arena, Sydney 5 gennaio 2022 Cemento                | Argentina 0 |      |   |  |
| \| \| \| \| 1 \| 2 \| 3 \| \| \| - \| \| -------------------------------------------------------------- \| ---- \| ---- \| - \| \| \| 1 \| \| Kamil Majchrzak Federico Delbonis \| 6 3 \| 7 63 \| \| \| \| 2 \| \| Hubert Hurkacz Diego Schwartzman \| 6 1 \| 6 4 \| \| \| \| 3 \| \| Jan Zieliński / Szymon Walków Máximo González / Andrés Molteni \| 7 64 \| 7 65 \| \| \| |                                                 |                                                                |             |      |   |  |
| |                                                 |                                                                | 1           | 2    | 3 |  |
| 1 | Polonia (bandiera) · Argentina (bandiera)       | Kamil Majchrzak Federico Delbonis                              | 6 3         | 7 63 |   |  |
| 2 | Polonia (bandiera) · Argentina (bandiera)       | Hubert Hurkacz Diego Schwartzman                               | 6 1         | 6 4  |   |  |
| 3 | Polonia (bandiera) · Argentina (bandiera)       | Jan Zieliński / Szymon Walków Máximo González / Andrés Molteni | 7 64        | 7 65 |   |  |

#### Grecia vs. Georgia
| Grecia 2 | Qudos Bank Arena, Sydney 5 gennaio 2022 Cemento | Qudos Bank Arena, Sydney 5 gennaio 2022 Cemento                                    | Georgia 1 |     |           |        |
| \| \| \| \| 1 \| 2 \| 3 \| \| \| - \| \| ---------------------------------------------------------------------------------- \| --- \| --- \| --------- \| ------ \| \| 1 \| \| Michail Pervolarakis Aleksandre Metreveli \| 6 3 \| 6 2 \| \| \| \| 2 \| \| Stefanos Tsitsipas Nikoloz Basilašvili \| 4 1 \| \| \| ritiro \| \| 3 \| \| Michail Pervolarakis / Stefanos Tsitsipas Aleksandre Bakshi / Aleksandre Metreveli \| 6 4 \| 3 6 \| [14] [16] \| \| |                                                 |                                                                                    |           |     |           |        |
| |                                                 |                                                                                    | 1         | 2   | 3         |        |
| 1 | Grecia (bandiera) · Georgia (bandiera)          | Michail Pervolarakis Aleksandre Metreveli                                          | 6 3       | 6 2 |           |        |
| 2 | Grecia (bandiera) · Georgia (bandiera)          | Stefanos Tsitsipas Nikoloz Basilašvili                                             | 4 1       |     |           | ritiro |
| 3 | Grecia (bandiera) · Georgia (bandiera)          | Michail Pervolarakis / Stefanos Tsitsipas Aleksandre Bakshi / Aleksandre Metreveli | 6 4       | 3 6 | [14] [16] |        |

## Fase a eliminazione diretta

### Tabellone
|  | Semifinali | Semifinali | Semifinali |        |    | Finale | Finale | Finale |  |
|  |            |            |            |        |    |        |        |        |  |
|  | 12         | Spagna     | 2          |        |    |        |        |        |  |
|  | 12         | Spagna     | 2          |        |    |        |        |        |  |
|  | 7          | Polonia    | 1          |        |    |        |        |        |  |
|  | 7          | Polonia    | 1          |        | 12 | Spagna | 0      |        |  |
|  |            |            |            |        | 12 | Spagna | 0      |        |  |
|  |            |            | 8          | Canada | 2  |        |        |        |  |
|  | 8          | Canada     | 8          | Canada | 2  | 2      |        |        |  |
|  | 8          | Canada     |            |        |    |        |        |        |  |
|  | 2          | Russia     | 1          |        |    |        |        |        |  |

### Semifinali

#### Spagna vs. Polonia
| Spagna 2 | Ken Rosewall Arena, Sydney 7 gennaio 2022 Cemento | Ken Rosewall Arena, Sydney 7 gennaio 2022 Cemento                   | Polonia 1 |     |          |  |
| \| \| \| \| 1 \| 2 \| 3 \| \| \| - \| \| ------------------------------------------------------------------- \| --- \| --- \| -------- \| \| \| 1 \| \| Pablo Carreño Busta Jan Zieliński \| 6 2 \| 6 1 \| \| \| \| 2 \| \| Roberto Bautista Agut Hubert Hurkacz \| 7 6 \| 2 6 \| 7 65 \| \| \| 3 \| \| Pedro Martínez / Albert Ramos Viñolas Szymon Walków / Jan Zieliński \| 6 4 \| 3 6 \| [6] [10] \| \| |                                                   |                                                                     |           |     |          |  |
| |                                                   |                                                                     | 1         | 2   | 3        |  |
| 1 | Spagna (bandiera) · Polonia (bandiera)            | Pablo Carreño Busta Jan Zieliński                                   | 6 2       | 6 1 |          |  |
| 2 | Spagna (bandiera) · Polonia (bandiera)            | Roberto Bautista Agut Hubert Hurkacz                                | 7 6       | 2 6 | 7 65     |  |
| 3 | Spagna (bandiera) · Polonia (bandiera)            | Pedro Martínez / Albert Ramos Viñolas Szymon Walków / Jan Zieliński | 6 4       | 3 6 | [6] [10] |  |

#### Canada vs. Russia
| Canada 2 | Ken Rosewall Arena, Sydney 8 gennaio 2022 Cemento | Ken Rosewall Arena, Sydney 8 gennaio 2022 Cemento                          | Russia 1 |     |      |  |
| \| \| \| \| 1 \| 2 \| 3 \| \| \| - \| \| -------------------------------------------------------------------------- \| --- \| --- \| ---- \| \| \| 1 \| \| Denis Shapovalov Roman Safiullin \| 6 4 \| 5 7 \| 6 4 \| \| \| 2 \| \| Félix Auger-Aliassime Daniil Medvedev \| 4 6 \| 0 6 \| \| \| \| 3 \| \| Félix Auger-Aliassime / Denis Shapovalov Daniil Medvedev / Roman Safiullin \| 4 6 \| 7 5 \| 10 7 \| \| |                                                   |                                                                            |          |     |      |  |
| |                                                   |                                                                            | 1        | 2   | 3    |  |
| 1 | Canada (bandiera) · Russia (bandiera)             | Denis Shapovalov Roman Safiullin                                           | 6 4      | 5 7 | 6 4  |  |
| 2 | Canada (bandiera) · Russia (bandiera)             | Félix Auger-Aliassime Daniil Medvedev                                      | 4 6      | 0 6 |      |  |
| 3 | Canada (bandiera) · Russia (bandiera)             | Félix Auger-Aliassime / Denis Shapovalov Daniil Medvedev / Roman Safiullin | 4 6      | 7 5 | 10 7 |  |

### Finale

#### Spagna vs. Canada
| Spagna 0 | Ken Rosewall Arena, Sydney 9 gennaio 2022 Cemento | Ken Rosewall Arena, Sydney 9 gennaio 2022 Cemento | Canada 2 |     |   |  |
| \| \| \| \| 1 \| 2 \| 3 \| \| \| - \| \| ------------------------------------------- \| ------ \| --- \| - \| \| \| 1 \| \| Pablo Carreño Busta Denis Shapovalov \| 4 6 \| 3 6 \| \| \| \| 2 \| \| Roberto Bautista Agut Félix Auger-Aliassime \| 6(3) 7 \| 3 6 \| \| \| \| 3 \| \| \| \| \| \| \| |                                                   |                                                   |          |     |   |  |
| |                                                   |                                                   | 1        | 2   | 3 |  |
| 1 | Spagna (bandiera) · Canada (bandiera)             | Pablo Carreño Busta Denis Shapovalov              | 4 6      | 3 6 |   |  |
| 2 | Spagna (bandiera) · Canada (bandiera)             | Roberto Bautista Agut Félix Auger-Aliassime       | 6(3) 7   | 3 6 |   |  |
| 3 | Spagna (bandiera) · Canada (bandiera)             |                                                   |          |     |   |  |